# Mount Lepanto
Mount Lepanto är ett berg i Antarktis. Det ligger i Östantarktis. Nya Zeeland gör anspråk på området. Toppen på Mount Lepanto är 3 130 meter över havet.
Terrängen runt Mount Lepanto är kuperad åt nordost, men åt sydväst är den bergig. Mount Lepanto är den högsta punkten i trakten. Trakten är obefolkad. Det finns inga samhällen i närheten. 